# Román Kopin
Román Valentínovich Kopin (en ruso: Роман Валентинович Копин) (Kostroma, Óblast de Kostromá, 5 de marzo de 1974) político ruso. Gobernador del distrito autónomo de Chukchi del 13 de julio de 2008 al 15 de marzo de 2023 (gobernador interino del distrito autónomo de Chukchi del 3 al 13 de julio de 2008 y del 23 de julio al 24 de septiembre de 2013). Miembro del Consejo Supremo del partido «Rusia Unida».

## Carrera política
En 1994, Kopin inició su carrera política como diputado con la comisión del Centro Regional de Iniciativas juveniles. En 1995, fue nombrado inspector en el departamento legal de la misma diputación. Posteriormente, se convirtió en el líder del grupo de Kostroma, que se ocupa de temas relacionadas con la violación de los derechos humanos. En 1998, Kopin trabajó en la ramificación del banco SBS-Agro, también en el mismo oblást de Kostroma. En 1999, Kopin fue nombrado asesor de Alexander Nazarov, quien era en ese entonces el gobernador del distrito autónomo de Chukotka. Kopin también fue asesor del sucesor de Nazarov, Roman Arkadyevich Abramovich. En diciembre de 2001, fue elegido jefe de la unión municipal en el distrito de Chaunkiy. Dos años después, en diciembre de 2003, fue elegido jefe del distrito de Bilibinskiy. En estas elecciones, Kopin recibió más del 70% de la votación.
En abril de 2008, Kopin fue se convirtió en la persona indicada para ser el gobernador de Chukotka, ante el inminente retiro del gobernador Abramovich.

## Gobernador
Kopin comenzó su carrera hacia la gobernatura el 3 de julio de 2008, cuando Roman Abramovich, el décimo gobernador de Chukotka dimitió al cargo. El 11 de julio del mismo, Dmitri Medvédev, el presidente de Rusia, nominó a Kopin como gobernador. El 13 de julio, los legisladores locales confirmaron por unanimidad a Kopin como el siguiente gobernador de Chukotka. Su inauguración oficial fue el 24 de julio de 2008 en el pueblo de Anadyr. El 8 de septiembre de 2013 fue elegido Gobernador del distrito autónomo de Chukotka. El 24 de septiembre tomó juramento y asumió oficialmente el cargo. El 15 de marzo de 2023 dejó el cargo por su propia voluntad.

## Vida personal
Roman Kopin nación en Kostroma, en el Oblást de Kostroma el 5 de marzo de 1974. En 1996, se graduó en la Academia Volgo-Vyatskaya. Realizó estudios en administración pública. Está casado y tiene un hijo.